# 阿卡狄奧斯
阿卡狄奧斯（Arkadios；约377年—408年5月1日），也譯為阿卡狄乌斯，是一位東羅馬帝國皇帝，於383年–408年在位。他最初於383年–395年與狄奧多西一世共同統治，父皇駕崩後在395年後成為東部唯一的皇帝，他的弟弟霍诺留為西部皇帝。他是个较为文弱的皇帝，一直活在权臣和妻子艾莉娅·欧多西亚皇后的阴影之下。

## 早年生活

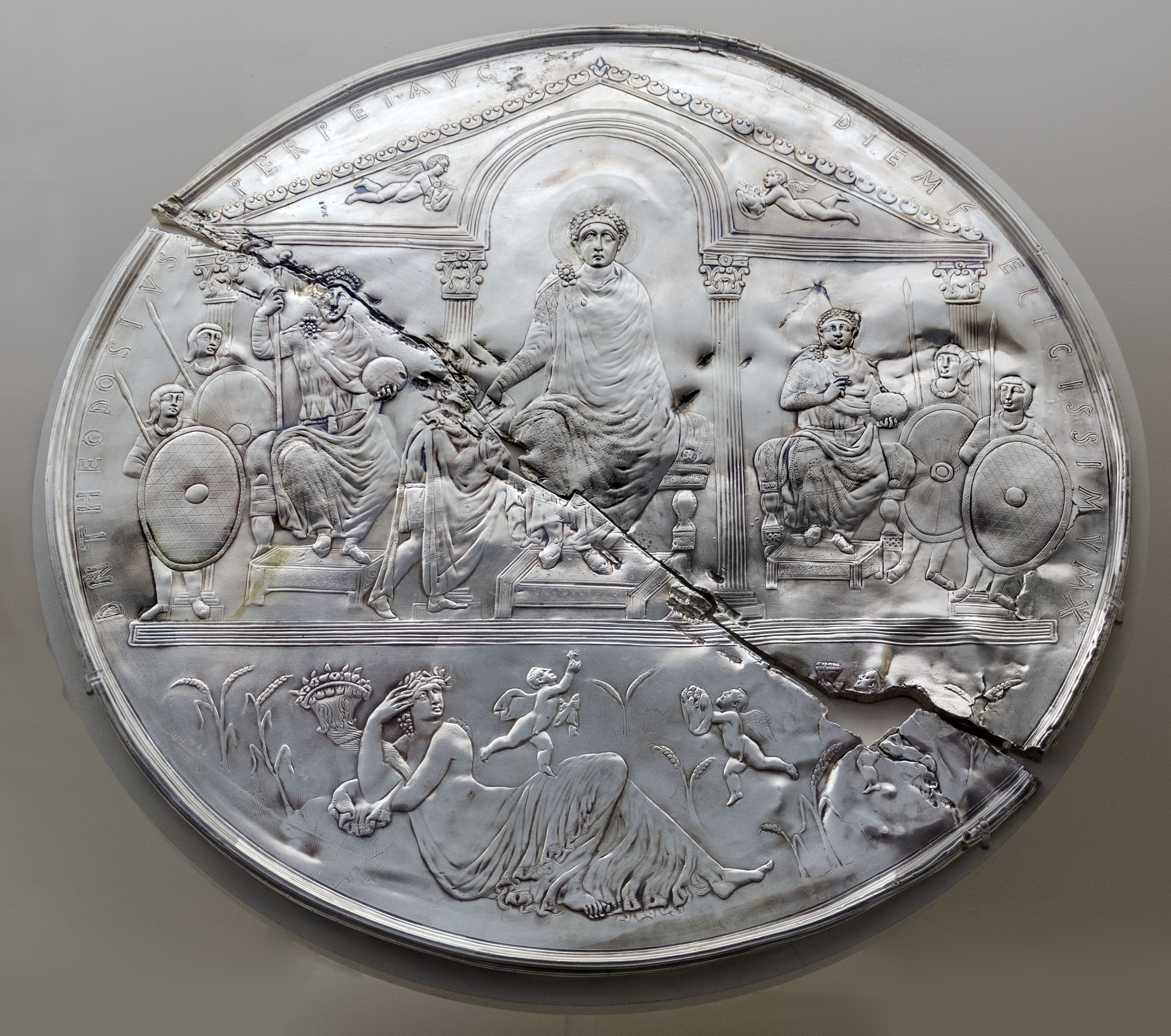
年輕的阿卡狄奧斯被描繪在狄奧多西一世的右側。（約388年）

阿卡狄奧斯於377年出生於西班牙行省，是皇帝狄奧多西一世和第一任妻子艾莉娅·弗拉西拉皇后的長子，霍诺留的哥哥。383年1月19日，他的父親宣布5歲的阿卡狄奧斯為奥古斯都，並成為帝國東半部的共治皇帝。十年後，霍诺留也宣布成為帝國西半部的奧古斯都。阿卡狄奧斯早年在修辭學家狄米斯提厄斯和出家人阿爾塞尼烏斯·佐納拉斯的指導下度過。

## 皇帝

### 早期

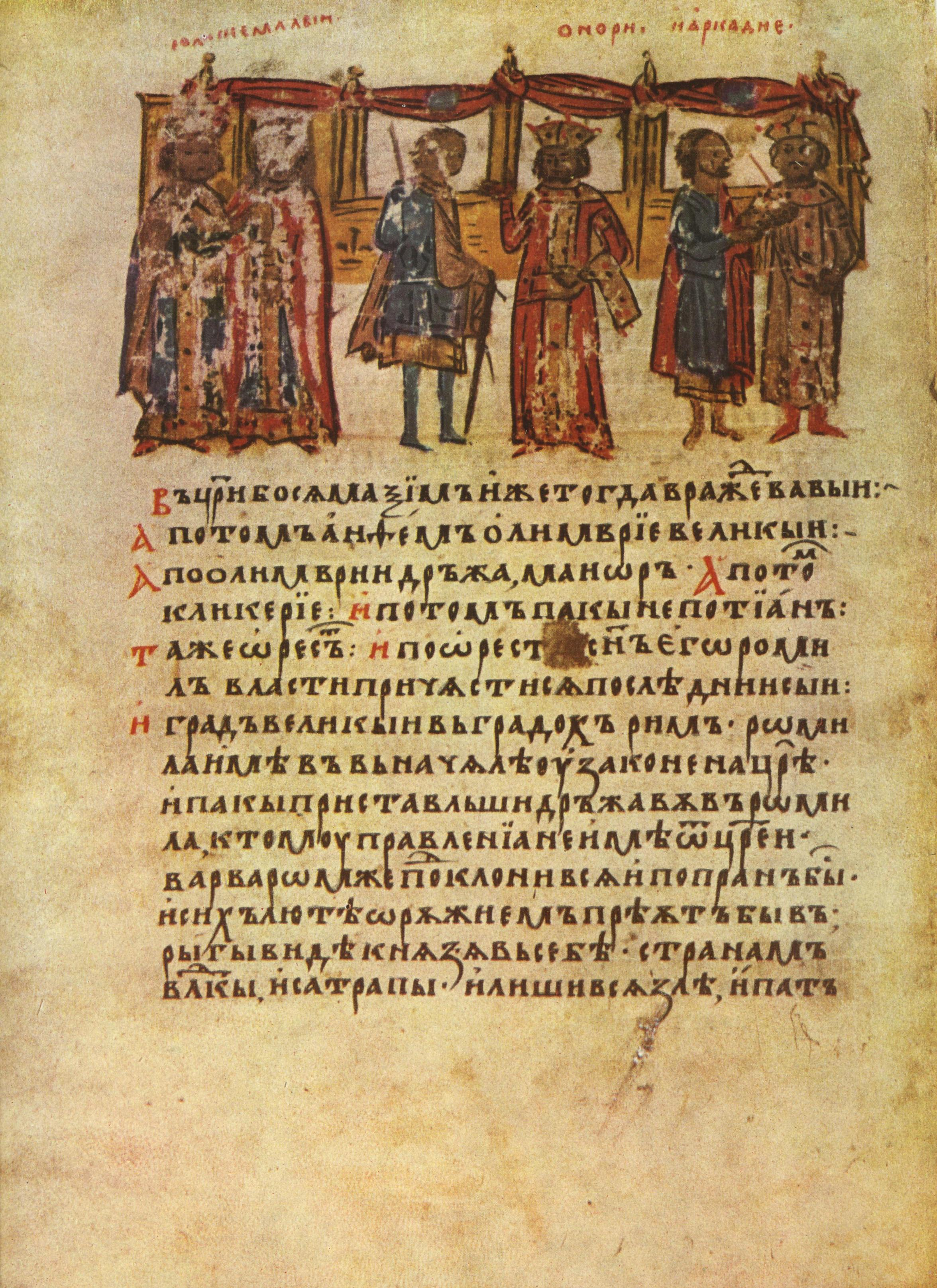
皇帝阿卡迪奧斯、霍诺留和狄奧多西一世。場景出自12世紀的《瑪納塞斯編年史》。

狄奧多西的兩個兒子都年輕缺乏經驗，容易被野心勃勃的下屬所左右。394年，當其父狄奧多西一世在冷河戰役擊敗西羅馬帝國僭位者阿波加斯特和尤吉尼厄斯時，阿卡狄奧斯在君士坦丁堡顧問的幫助下短暫地行使了獨立權力。狄奧多西一世於395年1月17日駕崩，年僅17歲的阿卡狄奧斯便受到了東方大區禁卫军长官魯菲努斯的影響。10歲的霍诺留被託付給軍事統帥斯提里科監護。魯菲努斯野心勃勃地想將自己的女兒嫁給阿卡狄奧斯，從而獲得皇帝岳父的威望。然而，當禁卫军长官被召到安提阿辦事時（據歷史學家佐西姆斯記載，魯菲努斯在那裡用鉛皮鞭將东方管区禁卫军长官盧西亞努斯鞭打致死），阿卡狄奧斯看到了一幅艾莉娅·欧多西亚的畫像，她是已故法蘭克人軍事統帥保托的女兒。見識到年輕皇帝對歐多西亞有興趣，宦官兼最高寢宮內侍長欧特罗庇厄斯安排兩人見面。阿卡狄奧斯立刻愛上了她，並很快安排了一場婚禮，於395年4月27日舉行。據佐西姆斯記載，魯菲努斯以為他的女兒仍是新娘，直到婚禮隊伍前往歐多西亞的住所而不是他自己的住所時，他才發現並非如此。歐多西亞的崛起，得益於一位曾是魯菲努斯競爭對手的將軍，顯示了東部宮廷權力中心的轉移。這種影響力競爭是阿卡狄奧斯統治時期的一個反覆出現的特徵。
年輕的阿卡狄奧斯面臨的第一個危機是395年的哥德起義。這場起義由西哥德人國王亚拉里克一世（395-410年在位）指揮，他試圖利用兩位缺乏經驗的羅馬皇帝發動起義。當阿拉里克向君士坦丁堡進軍，洗劫馬其頓行省和色雷斯行省時，東羅馬帝國卻無力反擊，因為其大部分軍隊已隨狄奧多西一世前往意大利，現在落入斯提里科手中。或許是感覺到了在帝國東半部行使權力的機會，斯提里科宣稱狄奧多西已任命他為兩個兒子的監護人。他率領自己的軍隊和狄奧多西在與尤金尼烏斯的內戰中帶到西方的哥德傭兵向東進發，表面上是去對抗阿拉里克。阿卡狄奧斯和魯菲努斯感到斯提里科的威脅比西哥德人更大；在色薩利登陸後，斯提里科接到皇帝的命令，派遣東部軍團前進，但他自己則不得繼續前進。斯提里科遵從命令，撤退至薩羅納，而東羅馬軍事統帥蓋納斯則率領傭兵前往君士坦丁堡。395年11月27日，阿卡狄奧斯及其隨從在君士坦丁堡城外的閱兵場－戰神廣場迎接了蓋納斯。魯菲努斯突然在那裡被哥德人暗殺，暗殺者是斯提里科，可能還得到了宦官欧特罗庇厄斯的支持。這場謀殺無疑為欧特罗庇厄斯和阿卡狄烏斯的妻子艾莉娅·欧多西亚創造了機會，她接替魯菲努斯成為皇帝的顧問和監護人。
當欧特罗庇厄斯鞏固其在首都君士坦丁堡的權力時，心神不寧的政府仍然未能對西哥德人在希臘的存在做出反應。起初，欧特罗庇厄斯可能與斯提里科協調保衛伊利里亞大區；到397年，斯提里科親率部隊封鎖，迫使阿拉里克撤退到伊庇鲁斯地区，東宮廷的氣氛發生了變化。由於阿卡狄奧斯和欧特罗庇厄斯都不希望斯提里科干涉東羅馬帝國的事務，他們沒有進一步向斯提里科提供軍事援助，斯提里科隨後放棄了對西哥德人的封鎖。在欧特罗庇厄斯的敦促下，阿卡狄奧斯宣布斯提里科為“人民公敵”，並與阿拉里克達成協議，任命他為伊利里亞大區軍事統帥。大約在同一時期，東羅馬帝國的宮廷說服阿非利加行省軍事統帥吉爾多將他的效忠對象從西帝國轉向東帝國，這導致兩大帝國宮廷之間的關係進一步惡化。
欧特罗庇厄斯的影響力持續了四年，在此期間，他試圖邊緣化軍隊，並在官僚體系中提昇文職職位。他審判了兩位傑出的軍官，提馬修斯和阿布丹提烏斯。他也讓阿卡狄奧斯引入了兩項行政改革：設立郵政總局，並將負責製造軍事裝備的職位從禁卫军长官轉移到總務官。其次，欧特罗庇厄斯所擔任的職位，即最高寢宮內侍長，被授予了「伊斯拉提里斯」的軍銜，因此與禁卫军长官級別相同。397年秋，他以阿卡狄烏斯的名義頒布了一項針對羅馬軍隊的法律，規定任何涉及士兵或蠻族軍團針對持有“伊斯拉提里斯”軍銜的人員的陰謀都被視為叛國罪，密謀者將被處以死刑，其後代將被剝奪公民權。
398年，欧特罗庇厄斯率領軍隊在亞美尼亞行省地區成功抵抗匈人。隔年，他說服阿卡狄奧斯授予他執政官的職位，這引發了整個帝國的抗議。對傳統主義者來說，將執政官的職位授予一個太監和前奴隸是對羅馬制度和其他同時代羅馬人的侮辱，西帝國宮廷拒絕承認他為執政官。當在小亞細亞定居的東哥德人發動叛亂要求罷免歐特羅皮烏斯時，危機進一步升級。
皇帝派出兩支軍隊攻擊叛軍領袖特里比吉爾德；第一支軍隊在一位名叫利奧的軍官的指揮下被擊敗。第二支軍隊由蓋納斯指揮，他是欧特罗庇厄斯在東帝國宮廷的競爭對手。他回到阿卡狄奧斯那裡，辯稱東哥德人無法被擊敗，滿足他們的要求是明智之舉。阿卡狄奧斯對此提議感到不滿，但被歐多西亞皇后說服支持該提議，因為歐多西亞希望取代欧特罗庇厄斯，成為對皇帝的主要影響力。因此，阿卡狄烏斯罷免了欧特罗庇厄斯，並將他流放（399年8月17日），然後在399年秋天將他召回接受審判和處決。阿卡狄奧斯頒布的詳細記錄欧特罗庇厄斯流亡的詔書至今仍存：
皇帝阿卡狄奧斯和霍诺留奧古斯都，致禁卫军长官奧勒良。我們已將前禁卫军长官欧特罗庇厄斯的所有財產納入國庫。我們剝奪了他的光榮，使執政官擺脫了其任期內的污點，也使他的名字和由此產生的卑鄙污穢不再被人記住。這樣，他的所有法令都被廢除，所有時代對他都不再有任何影響；我們時代的污點也不會因提及他而顯得突出；那些憑藉英勇和傷病擴張羅馬邊境或以公正維護法律來保衛邊境的人們，不會再為執政官職位的神聖獎賞被一個骯髒的怪物玷污和玷污而哀嘆。讓他知道，他已被剝奪了貴族身份，以及他因性格乖張而玷污的一切低級尊嚴。我們下令，所有城市、鄉鎮、私人和公共場所的所有雕像、所有圖像——無論是青銅、大理石、彩繪或其他任何藝術材料——一律廢除，以免它們成為我們時代的恥辱，玷污世人的目光。因此，在忠誠衛兵的護送下，將他押送至塞浦路斯島，並告知陛下他已被流放；以便在那裡嚴密看守，使他無法再用其瘋狂的圖謀製造混亂。

### 後期

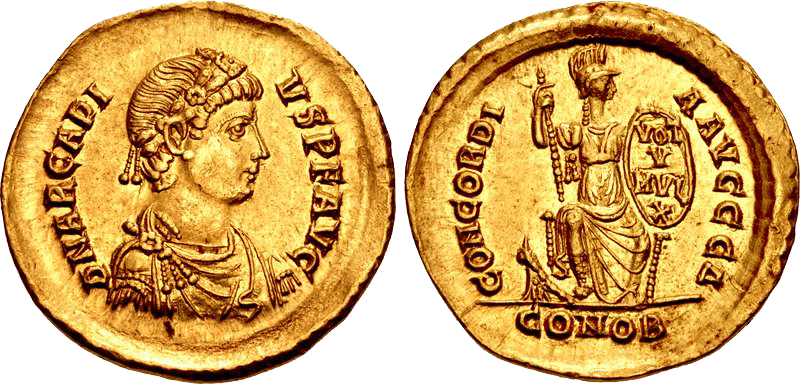
刻有阿卡狄奧斯的索利都斯金幣

隨著太監欧特罗庇厄斯的倒台，軍事統帥蓋納斯試圖利用阿卡狄烏斯當前的困境。他加入了東哥德人的叛軍，並在與阿卡狄烏斯的面對面會談中，迫使皇帝任命他為宫廷军统帅（magister militum praesentalis）和401年的候任執政官。當蓋納斯要求解僱其他官員，例如城市長官奧列里安努斯，並在色雷斯為他的軍隊提供定居點時，阿卡狄奧斯也默許了。然而，阿卡狄奧斯聽從了君士坦丁堡主教约翰一世的建議，拒絕了蓋納斯在君士坦丁堡為他的哥德僱傭兵建造阿里烏教派教堂的要求。
到了400年7月，蓋納斯的行動激怒了君士坦丁堡相當一部分民眾，以至於首都爆發了一場的暴動。儘管蓋納斯已將軍隊駐紮在城牆外，但由於城內眾多哥德人遭到追捕和襲擊，他無法或不願將軍隊帶入首都。多達7000名哥德人在暴動中喪生；那些在教堂避難的人在得到皇帝的許可後，被石頭砸死或燒死，君士坦丁堡主教约翰一世也沒有對此進行譴責。
儘管最初蓋納斯有所收斂（可能是由於新任東部軍事統帥凱撒留的干預），但最終他還是帶著他的哥德僱傭兵撤退到色雷斯，並反抗阿卡狄奧斯。他試圖率軍渡過赫勒斯滂海峽進入小亞細亞，但被另一位擔任宫廷军统帅的哥德人弗拉維塔攔截並擊敗。戰敗後，蓋納斯帶著剩餘的追隨者逃往多瑙河，但最終在色雷斯被匈人烏爾丁擊敗並殺害。
隨著蓋納斯的倒台，欧多西亚皇后和君士坦丁堡主教约翰一世之間爆發了新的衝突。這位主教是一位嚴厲的禁慾主義者，他直言不諱地批評一切炫耀財富的行為。但他的憤怒往往特別集中在富有的女性身上，以及她們對服飾、珠寶和化妝品的使用，認為它們是虛榮和輕浮的。欧多西亚認為約翰對女性服飾奢侈的譴責是針對她的。隨著兩人之間的緊張關係不斷升級，約翰認為皇后利用她在帝國的關係獲得了一位被判刑的元老院議員妻子的財產，於是在401年的一次佈道中公開稱欧多西亚為《舊約聖經》的耶洗別，即以色列王國國王亞哈臭名昭著的妻子。作為報復，欧多西亚支持加巴拉的主教塞維利安與約翰發生衝突。由於約翰在首都頗受擁護，大主教的勢力因此爆發騷亂，迫使阿卡狄奧斯和欧多西亚公開讓步，懇求聖約翰撤銷對塞維利亞的絕罰。

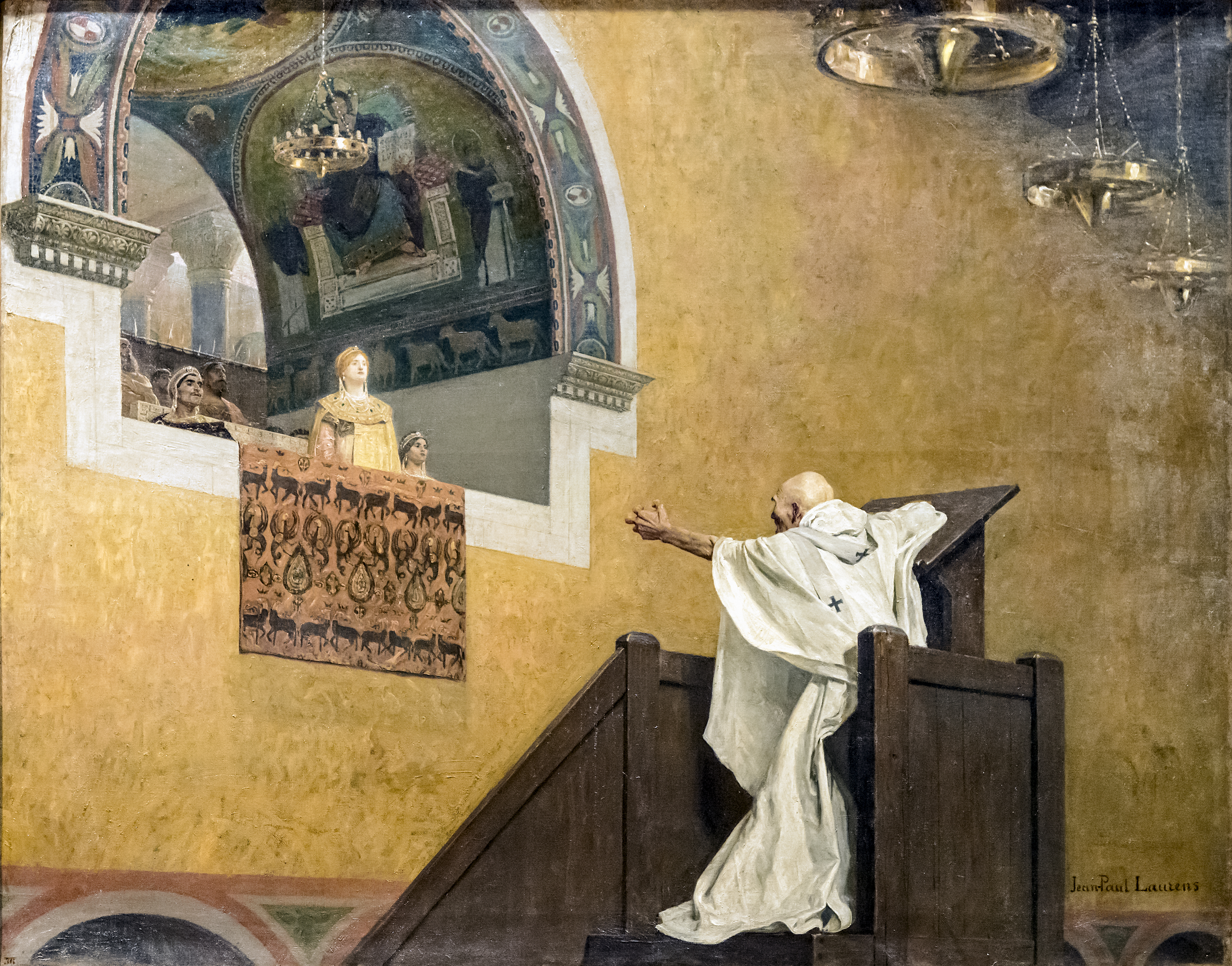
约翰一世在皇帝阿卡狄奧斯和欧多西亚皇后面前，19世紀让-保罗·劳伦斯的畫作

403年，欧多西亚又一次有機會反擊大主教，她轉而支持亚历山大的圣狄奥斐卢斯。狄奥斐卢斯於403年主持了一場教会会议（橡樹會議），指控約翰犯有異端罪。儘管阿卡狄奧斯最初支持約翰，但大主教的拒絕參會迫使阿卡狄奧斯改變主意，轉而支持狄奥斐卢斯，最終約翰被廢黜放逐。幾乎立即，阿卡狄奧斯就召回了他，因為民眾因他的離去而引發騷亂，甚至威脅要燒毀皇宮。約翰被捕當晚發生了地震，皇后認為這是上帝發怒的徵兆，於是向阿卡狄奧斯請求恢復約翰的職位。
和平是短暫的。403年9月，欧多西亚的銀像被豎立在聖索菲亞大教堂附近的奥古斯塔广场。當時正在主持彌撒的約翰譴責喧鬧的獻祭儀式是異教行為，並用嚴厲的言辭抨擊皇后：“希羅底又開始胡言亂語；她又開始心煩意亂；她又開始跳舞；她又開始想要把約翰的頭顱放在盤子裡”，這暗指施洗約翰之死前後發生的事件。這一次，阿卡狄奧斯不願再容忍妻子受到侮辱；404年初，召開了一次新的教会会议，約翰在會上被判處有罪。阿卡狄奧斯猶豫不決，直到復活節才決定執行判決，但約翰拒絕，即使阿卡狄奧斯派了一隊士兵護送他流放。阿卡狄奧斯拖延了這個決定，但到了404年6月20日，皇帝終於設法讓大主教屈服，並將他流放至高加索地區的阿布哈茲。歐多西亞並沒有享受多久的勝利，於當年稍後去世。

## 駕崩

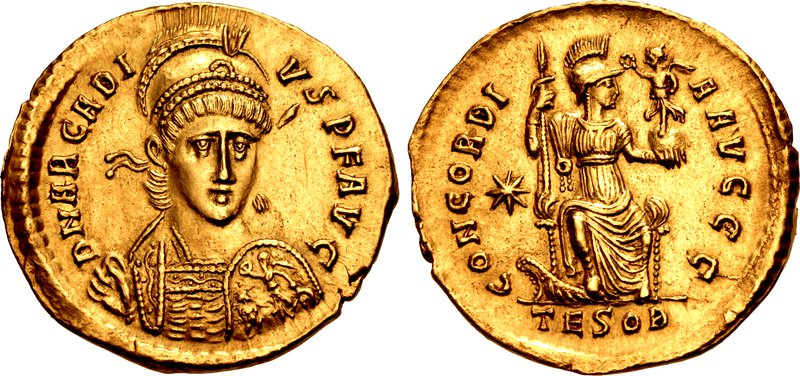
刻有阿卡狄奧斯的索利都斯

阿卡狄奧斯在其統治後期，將大量職責委託給禁衛軍長官安特米烏斯。安特米烏斯試圖透過與西帝國的軍事統帥斯提里科和解來彌合過去十年的分裂。然而，斯提里科對東帝國宮廷失去了耐心，於407年鼓勵阿拉里克和西哥德人奪取伊利里亞大區，並將其移交給西帝國。斯提利科的計畫失敗了，不久之後，也就是408年5月1日，阿卡狄奧斯駕崩。他的小兒子狄奧多西繼承了皇位。
與君士坦丁大帝及其幾位繼任者一樣，他被安葬在聖使徒教堂的一個斑岩棺中，這具棺材在10世紀君士坦丁七世的《典儀論》中有所描述。

## 其他轶事与当代艺术风格
在阿卡狄乌斯的几年统治之中，困扰帝国的一大问题是贵族们普遍对权臣及其周围的党派斗争怀有矛盾的情绪，党派的形成能有效地遏制当时正肆虐帝国的野蛮人势力（具体来说，对君士坦丁堡来说指的是哥特人），但也导致宫廷周围党派林立，皇权衰微。由于对哥特人的普遍仇视情绪，在首都驻守的一批哥特人蛮盟部队被屠杀，而一位名叫盖纳斯的哥特人率领幸存下来的蛮族士兵前往色雷斯，而他们在那里被阿卡狄乌斯派出的帝国部队截击并再次屠杀，盖纳斯也被处决。一般认为这件事反映了当时对野蛮人仇视心理的集中爆发，而人们的这种反应也在一定程度上凝聚了整个东帝国。这件事被记载在昔兰尼的西内修斯于公元400年所著的《Aegyptus sive de providentia》上，这是一篇模仿古埃及僧侣文学风格的讽喻作品，对当时的事件做了一定程度的加工，因此目前学术界尚无法了解这件事的真实情况。他的另一篇著作《De regno》则亲自献给皇帝阿卡狄乌斯，痛斥了哥特人。
阿卡狄乌斯以自己之名在首都兴建了一座广场，广场建在君士坦丁堡第七座山上。而在广场上还兴建了一根石柱，用以展示自己战胜盖纳斯的“伟大功绩”，但这根石柱没能完工，而是在其子狄奧多西二世任上完成的。
1949年6月1日，在为巴耶济德广场附近的大学建筑打地基时，人们在伊斯坦布尔陶里广场（Forum Tauri）附近发掘出了阿卡狄乌斯的大理石头像（现藏土耳其伊斯坦布尔考古博物馆）。 雕像的颈部本应插入上身部分，但无论是整个雕像的其他部分、基座还是铭文都踪迹难觅。雕像上的皇冠部分呈片状，边缘处为一串串珍珠组成，对应皇帝的前额部位则为一块有珍珠装饰的矩形石块。
| 阿卡狄奧斯 狄奥多西王朝出生于：377年1月1日逝世於：408年5月1日 | 阿卡狄奧斯 狄奥多西王朝出生于：377年1月1日逝世於：408年5月1日                                                                           | 阿卡狄奧斯 狄奥多西王朝出生于：377年1月1日逝世於：408年5月1日 |
| 統治者頭銜                                                    | 統治者頭銜 | 統治者頭銜                                                    |
| ------------------------------------------------------------- | --- | ------------------------------------------------------------- |
| 前任者： 狄奥多西一世                                         | 東羅馬帝國皇帝 383年1月–408年5月1日 與狄奥多西一世同時在任 （383年–395年） 弗拉维斯·霍诺留 （393年–408年） 狄奥多西二世 （402年–408年） | 繼任者： 狄奧多西二世                                         |